# Aroor, Chik Ballapur
Aroor là một làng thuộc tehsil Chik Ballapur, huyện Kolar, bang Karnataka, Ấn Độ.